# Vicente de Paulo Araújo Matos
Dom Vicente de Paulo Araújo Matos (Itapajé, 11 de junho de 1918 — Crato, 6 de dezembro de 1998), foi um bispo católico, terceiro bispo  da Diocese do Crato. 
Dom Vicente estudou no Seminário da Prainha em Fortaleza. Recebeu a ordenação presbiteral no dia 29 de junho de 1942, das mãos de Dom Antônio de Almeida Lustosa, Arcebispo Metropolitano de Fortaleza. 
Foi eleito bispo titular de Antioquia no Meandro e bispo auxiliar de Crato a 21 de abril de 1955 pelo Papa Pio XII. Sua ordenação episcopal deu-se  a 11 de junho do mesmo ano na Igreja do Cristo Rei em Fortaleza. Recebeu a ordem episcopal das mãos de Dom Antônio de Almeida Lustosa, assistido por Dom Francisco de Assis Pires e Dom Aureliano de Matos.  
Sua posse como bispo auxiliar de Crato deu-se a 15 de agosto de 1955. Foi Vigário Capitular de Crato após a renúncia de Dom Francisco Pires. Em 22 de outubro de 1961 foi nomeado pelo Papa João XXIII terceiro bispo diocesano de Crato, tomando posse no dia 19 de março de 1962. 
Dom Vicente de Paulo Araújo Matos foi co-ordenante nas ordenações episcopais dos seguintes Bispos: 
Dom José Mauro Ramalho de Alarcón Santiago, (1962); 
Dom José Freire Falcão, (1967). 
Lema episcopal de Dom Vicente: Vicente dabo manna (Ao vencedor darei o maná) citação do Apocalipse 2:17.
Fundou a Faculdade de Filosofia do Crato que posteriormente deu origem a Universidade Regional do Cariri (URCA). Ainda no Crato, fundou os colégios Pequeno Príncipe e Madre Ana Couto, a Rádio Educadora do Cariri e o Centro de Expansão (local de retiros religiosos).
Renunciou ao munus episcopal no dia 1º de junho de 1992, aos 74 anos, após 37 anos como bispo do Crato, sendo 31 como titular.